# Попов Ярослав Ігорович
Попов Ярослав Ігорович — український кінорежисер, сценарист.

## З життєпису
Народився 1972 р. в Києві.
Закінчив Київське музичне училище по класу скрипки (1991) і Київський державний інститут театрального мистецтва ім. І. Карпенка-Карого (1995, майстерня В. Криштофовича).
У 1989—1992 рр. — актор Театру-студії «Коло».
Працює на студіях ЗАТ «Новий канал» та «Вікна-ТВ».

## Фільмографія
Поставив фільми:
- «Під небом» (1994, к/м, автор сценар.; Приз КФ «Пролог-94»[1])
- «Літо завжди приходить» (1995, к/м, автор сцен.)
- «Потоки» (1997, к/м, автор сцен.)
- «Свято життя», «Тетяна», «Люди» (1998)
- «Міжпрограмний продукт» (1999) тощо